# あるまいとせんめんき
『あるまいとせんめんき』は、しらいしあいによる日本の少女漫画作品。
1970年代終わりに地方から上京してきた大学生男女の四畳半アパートでの同棲生活をコミカルかつリアルに描く。
集英社の『月刊セブンティーン』にて1978年10月より1980年12月にかけて連載された。単行本は同社のセブンティーンコミックスより全6巻が発行されている。

## あらすじ
東京高円寺のロック喫茶「ツェッペリン」で働く女子大生の海（青木海）は憧れていたお洒落なバイトと現実との落差に惰性の日々を送っていた。以前から一人で訪れる長髪の若い男に興味をもったのだが、彼（榊ひかる）はなんとテーブルに鼻糞を擦り付けていたのである。しかしその事がきっかけで2人はその夜、夜通し飲み明かす。
翌日、ひかるはアパートのルームメイトが彼女を連れ込んだので部屋を追い出されたという嘘を口実に海のアパートに転がり込む。しかしそれが本当になってしまい、海とひかるはルームメイトとして四畳半のアパートで1か月の共同生活を送ることになった。
そして彼らは生活用品を買いに出かけ、そこで綺麗な銀色の洗面器を見つけるのだった。アルマイトでできたそれを彼らは気に入り100円で買い求める。
最初は「友達」として暮らしていた2人だが、やがて自然に結ばれて本格的な同棲生活に入る。そして、親バレ、妊娠、お互いの浮気、すれ違いなど様々なことを経験していく……。

## 登場人物

### 主人公とそれにまつわる人々
ひかる（榊ひかる）
私大経済学部1年生。大学の先輩（ただし留年しており学年は同じである）とルームシェアしていたが、わけあってアパートを追い出され知り合ったばかりの海のアパートに転がり込むことになる。先輩が出て行った後はひかるのアパートで同棲を始める。ものぐさで長髪でナンパ風ではあるが根はまじめであり、海が妊娠したときは中絶を止めさせ籍を入れることを決心するが結果は流産に終わった。宮城県出身。
海（青木海）
女子大1年。アパートで一人暮らしをしていたがロック喫茶の客として知り合ったひかると意気投合し同棲を始める。天然ボケなところがあり家事は不得手である。気軽に男友達を家にあげてしまうなど天真爛漫で無警戒なところもある。明るい性格だが根は寂しがりや。ひかるの真意がわからず一人暮らしを始めるなど情緒不安定なところも若干ある。島根県出身。
先輩
氏名不詳。ひかると同じ大学に通う。先輩と呼ばれているが留年して1歳年上なだけで学年は同じ。ひかるとルームシェアしていたが彼女（アメリカ人のマリアンヌ）と同棲を始めることにより出て行く。蓬髪メガネのむさ苦しい男だが女性関係はなぜか経験豊富でひかるに色々とアドバイスをする。一番の親友といえる。ラストシーンでは「神主役」を勤める。
早坂信
ひかるの親友。友人たちの中では一番のイケメン。ひかると海の擬似結婚式を企画するなど2人を見守っていたのだが、やがて海に真剣に好意を寄せるようになり交際を申し込む。
小山美香
ひかるの元恋人。海との同棲が中だれしていた時期に偶然、街で出会い復縁を望む美香のアパートにひかるは訪れる。一夜を共にする2人だが……。
景山透・佐竹まこと
ひかるの悪友たち。「先輩」や早坂とともにひかると海になんやかやと世話を焼く。
池田悦子
海の高校からの同級生で同じ大学に通う。海の一番の親友である。
藤平
悦子の恋人。妻子持ちの男であり悦子とは不倫関係ということになる。
榊茂
ひかるの父。サラリーマン。名前は「茂」だが禿げており、ひかるは将来自分にも遺伝するのではないかと恐れている。
榊やす子
ひかるの母。ひかると海との同棲を知り、男としてけじめをつけるよう仮祝言をあげるように言う。ひかるは母親似である。
榊優子
ひかるの妹。高校生（後に短大に進学）
青木友子
海の母。海の妊娠を知り、中絶を即するために島根から上京するが、ひかるが夜を徹してアルバイトにいそしみ海の世話をやく姿にほだされて結婚と出産を許す気持ちになる。しかしその夜に海は……。
俊一
海の弟。高校生（後に国立島根大学教育学部に進学する）。2人が結婚の挨拶に来たとき義兄ができることを喜ぶ。
喜久造
熱海で財布を落とした2人がヒッチハイクしたトラックの運転手。途中で食中毒を起こしひかると海が手助けした縁で2人は彼の家にしばらく投宿する。彼らは6人の子持ちであった。そして彼の妻は海に自分たちが駆け落ちして最初に買ったアルマイトの洗面器を見せる。
坂口亀鶴
ひかると海のアパートの隣室の住人。売れない小説家で妻子がいる。
もずく
ひかると海が拾って飼っていた子猫。ネコの癖にもずくが好きなのでそう名づけられた。しかし不慮の事故で死んでしまう。その次の日に海は体調の不調に気がつく。生理がこない彼女は妊娠を疑いひかるに告げる。「もずくの……生まれ変わりかな……」
るみ
ひかると海が妊娠した自分たちの子供につけた名前。女の子が欲しいひかるが、ひかると海の名前を一文字ずつ取った。最初はやむを得ず中絶するつもりであったが土壇場でひかるは「るみは自分たちの子供だ」と手術の中断を求め産むことを決断する。

## 設定

### 舞台背景
1970年代の終わりから1980年代の初めまでの東京が舞台である。2人が暮らす街は高円寺と作中では明記されている。
2人の仕送りが4万円台、アパートの家賃が25,000円、父親の月給が20万円あるかないかという経済状況。学生の下宿は四畳半風呂なしが当然の時代。海のアパートに至ってはトイレは汲み取り式の共同である。
携帯電話が一般に普及するはるか以前の話であり、二人のアパートには固定電話すらない。郷里の両親と街中の公衆電話でコインを連続投入しながら長距離電話をしたり、手紙をやりとりするなど1980年代までは当たり前だった光景が描かれている。

### 登場する場所
明光学院大学
ひかるが通う大学。私学。ひかるは経済学部である。
竹内商店
ひかると海が「あるまいとせんめんき」を買った店。
ツェッペリン
海がバイトしていたロック喫茶。しかしひかると夜遊びして次の日寝過ごしてサボってしまい首になってしまう。
だんだん
海がバイトしていた喫茶店。海と同郷の島根出身のバツ一のマスターが経営している。
熱海
海とひかるが世間体を考えて仮祝言をあげろという両親に交換条件としてねだって旅行にいった先。

### その他
あるまいとせんめんき
2人が初めての家財道具として購入。この作品のメインテーマのアイテムとして随所に登場する。そしてラストシーンで2人は婚姻届をこの上で書く。
エイトマン
歌詞中に「ひかる海…」とあることから2人のテーマソングとなる。